# Selezioni giovanili della nazionale femminile di pallavolo della Cecoslovacchia
Le selezioni giovanili della nazionale femminile di pallavolo della Cecoslovacchia, attive fino al 1993, sono state gestite dalla federazione pallavolistica della Cecoslovacchia (ČVFS) e hanno partecipato ai tornei pallavolistici internazionali per squadre nazionali femminili limitatamente a specifiche classi d'età.

## Under-20
La selezione nazionale Under-20 rappresentava la Cecoslovacchia nelle competizioni internazionali dove il limite di età è di 20 anni.
| Campionato mondiale | Campionato mondiale |
| Edizione            | Piazzamento         |
| ------------------- | ------------------- |
| 1977                | non qualificata     |
| 1981                | non qualificata     |
| 1985                | 10º posto           |
| 1987                | non qualificata     |
| 1989                | non qualificata     |
| 1991                | 6º posto            |
| 1993                | non qualificata     |

## Under-19
La selezione nazionale Under-19 rappresentava la Cecoslovacchia nelle competizioni internazionali dove il limite di età è di 19 anni.
| Campionato europeo | Campionato europeo |
| Edizione           | Piazzamento        |
| ------------------ | ------------------ |
| 1966               | 3º posto           |
| 1969               | 4º posto           |
| 1971               | 5º posto           |
| 1973               | 2º posto           |
| 1975               | 2º posto           |
| 1977               | 2º posto           |
| 1979               | 3º posto           |
| 1982               | 3º posto           |
| 1984               | 3º posto           |
| 1986               | 4º posto           |
| 1988               | 7º posto           |
| 1990               | 3º posto           |
| 1992               | 2º posto           |

## Under-18
La selezione nazionale Under-18 rappresenta la Cecoslovacchia nelle competizioni internazionali dove il limite di età è di 18 anni.
| Campionato mondiale | Campionato mondiale |
| Edizione            | Piazzamento         |
| ------------------- | ------------------- |
| 1989                | non qualificata     |
| 1991                | 5º posto            |
| 1993                | 8º posto            |